# Институт зарубежной службы
Институт зарубежной службы (англ. Foreign Service Institute) — американское учреждение, расположенное в г. Арлингтон, штат Виргиния в здании Национального учебного центра иностранных дел им. Джорджа Шульца (англ. George P. Shultz National Foreign Affairs Training Center). Стал основным учебным заведением для дипломатов США взамен существовавшей ранее Школы зарубежной службы (англ. Foreign Service School), основанной в 1924 году.
Институт был основан 13 марта 1947 года в соответствии с Законом о зарубежной службе (Foreign Service Act of 1946), принятым Конгрессом США. Должность директора института по рангу эквивалентна помощнику Государственного секретаря США, который лично назначает директора.
Институт составляет и преподаёт учебные курсы иностранных языков для дипломатов. Подробные аудиокурсы различных языков, и европейских, и «экзотических» (кантонский, хауса, игбо, чви, различные диалекты арабского) доступны открыто.

## Известные сотрудники
- Кендалл Майерс
- Джек Мэтлок